# Полуэктов, Игорь Акимович
Игорь Акимович Полуэктов (1937 — 1981) — советский физик, специалист по физике полупроводников и квантовой радиофизике.
Окончил Московский физико-технический институт в 1961 году. Совместно с Ю. М. Поповым и В. С. Ройтбергом впервые предсказал эффект самоиндуцированной прозрачности в полупроводниках.
Доктор физико-математических наук. Диссертации:
- Некоторые вопросы теории неупругих столкновений тяжёлых частиц и бальмеровская эмиссия в верхней атмосфере : диссертация ... : кандидата физико-математических наук : 01.00.00 / И.А. Полуэктов. - Москва, 1965. - 98 с. : ил.
- Теория распространения мощных импульсов света через среды в условиях когерентного резонансного взаимодействия : диссертация ... доктора физико-математических наук : 01.04.03. - Москва, 1981. - 228 с. : ил.

## Публикации
Автор и соавтор более 50 научных работ, в том числе:
- Ройтберг В. С., Полуэктов И. А., Попов Ю. М. Эффект самоиндуцированной прозрачности // УФН, 1974, № 114(9).